# Feud with a Dude
Feud with a Dude est un dessin animé de la série Merrie Melodies réalisé par Alex Lovy et sorti en 1968. il met en scène Merlin la souris magique et Second Banana.